# Карло III Гонзага-Невер
Вижте пояснителната страница за други личности с името Карло Гонзага.
Карло III Гонзага-Невер (на италиански: Carlo III di Gonzaga-Nevers; * 31 октомври 1629, Мантуа, Херцогство Мантуа; † 14 август 1665, пак там) от италиано-френския род Гонзага-Невер е херцог на Невер и Ретел (1637 – 1659), като Карло II 9-и херцог на Мантуа и на Монферат (1637 – 1665). 
Изключително корумпиран, той се отдава на изневери и пропилява парите си и тези на вече изчерпаната държавна хазна в пътувания, паради, партита и разгулен живот.

## Произход
Той е син на херцог Карло II Гонзага-Невер (1609 – 1631) и на съпругата му Мария Гонзага (1609 – 1660), наследница на Мантуа и на Монферат. По бащина линия е внук на Карло I Гонзага-Невер, херцог на Невер, Ретел, Мантуа и Монферат, и на Катерина Лотарингска-Майен-Гиз, а по майчина – на Франческо IV Гонзага, херцог на Мантуа и на Монферат, и на принцеса Маргарита Савойска. Има една сестра:
- Елеонора Магдалена (1630 – 1686), съпруга на император Фердинанд III.

## Биография
Карло е едва на 8 години, когато губи баща си през 1637 г. и е определен за наследник на дядо си в Херцогство Мантуа и в Херцогство Монферат под опеката на майка си Мария. Тя управлявала херцогството мъдро в продължение на 10 години, но когато Карло навършва 18 г., той поема лично управлението на държавата. Новият херцог няма същите способности като майка си: слаб и разглезен, всичките му решения са насочени към личната му изгода, а не към доброто на държавата и различните му доходи служат най-вече за финансиране на развлеченията му, а не за по-доброто управление на херцогството.
Благодарение на добрата служба на майка си Карло II се жени за Изабела Клара Австрийска през 1649 г., като по този начин се сродява с императорското семейство. Бракът обаче е само бюрократичен акт, тъй като херцогът има добре позната връзка с благородничка от Казаласко Маргерита дела Ровере, а връзката със съпругата му приключва с раждането на наследника Фердинандо Карло през 1652 г. Съпругата му се счита за свободна да се отдаде на извънбрачни връзки.
Проблемите на Херцогство Монферат, вечно оспорвано между Франция и Империята/ Испания, и в този исторически момент е контролирано от французите. Външната му политика е несигурна и криволичеща. Първоначално Карло III се колебае между Кралство Франция и Хабсбургите/Испания. В крайна сметка, тласкан от сестра си Елеонора Мадалена – императрица на Свещената Римска империя, избира последните. С испанска помощ той изтласква французите от Казале на 22 октомври 1652 г.. През 1653 г. успява да устои и на заплахите и ласкателствата на пратеника на Луи XIV. През 1655 г. е в Париж или за да преговаря за продажбата на активите си във Франция, или за да сформира съюз. Той изпраща оправдателен меморандум до Париж, който крал Луи XIV смята за достатъчен. По принцип интересът на Франция и Испания е Херцогство Монферат да не попадне в ръцете на врага, следователно и двете доброволно приемат, че то ще бъде контролирано от херцога на Мантуа. 
През 1656 г. Карло III отстъпва френските си притежания (Невер, Ретел, Майен и др.) заедно с титлите на кардинал Мазарини, регент на Франция, който ги купува за своя племенник Филипо Джулиано Манчини. Същата година е назначен за имперски викарий и генералисимус на императорските армии в Италия. Французите скоро нахлуват в Монферат, докато Карло III, навлизайки в района на Мантуа, напредва чак до Серальо. След това той постига споразумение с Франция, но междувременно херцогът на Савоя Карл Емануил II му отнема Трино и пфалцграфовете на Империята го отстраняват от поста на имперски викарий и генералисимус. Намесата на майка му спасява държавата от колапс. След сключването на Пиренейския договор (1659) между Франция и Испания за край на Френско-испанската война, потвърждаващ за Монферат Договора от Кераско, Карло III не желае да признае спогодбата и така губи и компенсациите, предложени му от двамата суверени. 
Умира през август 1665 г. на 35 г. Има различни хипотези относно смъртта му: съвременните нему историци подозират, че е отровен навярно от съпругата му,  подпомогната от нейния любовник граф Франческо Карло Булгарини, а други източници съобщават за интоксикация от един от афродизиаците, които Карло II приема, за да увеличи своята потентност. Погребан е в Светилището „Беата Верджине деле Грацие“ в Грацие – днешно подселище на Куртатоне. От 1665 до 1669 г. съпругата му е регентка на техния син Фердинандо Карло Гонзага-Невер за Херцогство Мантуа.

## Брак и потомство
∞ 7 ноември 1649 за Изабела Клара Австрийска (* 12 август 1629, † 24 февруари 1685), дъщеря на ерцхерцог Леополд V и Клавдия де Медичи, от която има един син:
- Фердинандо Карло Гонзага- Невер (* 31 август 1652, Ревере; † 5 юли 1708, Падуа), от 1665 до 1708 г. последният 10-и херцог на Мантуа и Монферат и княз на Арш; ∞ 1. 1670 за Анна Изабела Гонзага, дъщеря на херцог Феранте III Гонзага от Гуастала, от която няма деца 2. 8 ноември 1704 за Сузана Хенриета дьо Лорен-Гиз (* 1686, † 1710), дъщеря на Шарл III дьо Лорен, херцог на Ебьоф, от която няма деца. Има 6 извънбрачни деца с метресата си Изабела ди Парма.